# Shuguang, Guizhou
Shuguang (kinesiska: 曙光) är en köping i sydvästra Kina. Den ligger i Nayong härad i staden Bijie i provinsen Guizhou, omkring 140 kilometer väster om provinshuvudstaden Guiyang. Antalet invånare är 30774. Befolkningen består av 14 986 kvinnor och 15 788 män. Barn under 15 år utgör 33 %, vuxna 15-64 år 57 %, och äldre över 65 år 8,0 %.